# João de Deus Nascimento
João de Deus Nascimento (Cachoeira, 1771 - Salvador, 1799) foi um alfaiate baiano e um dos líderes da Conjuração Baiana. É considerado um mártir de tal revolta.

## Família e primeiros anos
Era filho legítimo de José de Araújo, um homem branco, e de Francisca Maria da Conceição, uma mulher parda. Durante a idade adulta, foi descrito como "homem pardo claro de ordinária estatura, cheio de corpo tem a cabeça redonda, e examinando-a lhe não achei coroa, ou sinal dela, e sim o cabelo que é preto, crescido por igual, tem orelhas pequenas, rosto comprido, testa alta, olhos pretos, e pequenos, nariz afilado, boca pequena, e barba serrada."
Estima-se que João deixou sua cidade natal, para morar em Salvador, por volta de 1790. Acredita-se que na nova cidade conheceu sua futura esposa, Luiza Francisca de Araújo. Era pai de cinco filhos. Teve um caso extraconjugal com Ana Romana Lopes do Nascimento, com quem assumiu um compromisso e possivelmente custeou seu aluguel e lhe sustentou. Mais tarde, Ana afirmou ter acabado com o relacionamento, pois João a havia espancado.

## Trabalhos
Ele era um conhecido mestre alfaiate e possuia loja própria e residência na Rua Direita do Palácio. Sabe-se que sua clientela incluía desde membros da elite baiana até militares, que ele usou para criar uma rede de contatos com pessoas influentes. Além de sua carreira como alfaiate, ele também servia como cabo de esquadra no Segundo Regimento de Milícias de Salvador.

## Conjuração Baiana
Inconformado com a situação de miséria da colônia, em meados da década de 1790, começa a participar de reuniões secretas, juntamente com estudantes, comerciantes, proprietários, intelectuais, soldados, artesãos e funcionários.
Toma conhecimento da Revolução Francesa, discute os ideais liberais e sua possível aplicação no Brasil.
Foi preso em 16 de setembro de 1798, após o aparecimento de folhetos clandestinos em Salvador, anunciando a chegada de tempos de liberdade, criticando a monarquia portuguesa, reivindicando aumento do soldo dos soldados e divulgando a situação política da França.
Acusado de ser um dos autores dos textos anônimos, fingiu demência e negou a autoria. No entanto, em 11 de setembro, segundo declaração registrada nos autos do processo, confessa "ter entrado no projeto, em que se tentava levantar uma revolução nesta cidade."
O coronel Dom Carlos Balthazar da Silveira o classificou como "insolente, atrevido e despejado, pronto para toda ação má", enquanto o deputado Francisco Gomes de Souza o definiu como "muito petulante, altivo e insolente, capaz de empreender qualquer projeto mau e ruinoso."
Condenado à morte e enforcado pelo crime de lesa majestade, seu corpo é repartido em pedaços e exposto em praça pública, em 8 de setembro de 1799, aos 27 anos.

## Homenagens
É considerado um mártir do Movimento Revolucionário de 1798.
Em 1932, a Rua João de Deus, localizada em Salvador, recebeu este nome em sua homenagem. Posterior- mente também recebeu um busto na Praça da Piedade.
Em 2011, foi incluído no Livro dos Heróis da Pátria, juntamente com outros líderes da Conjuração Bahiana, de acordo com a Lei nº 12.391. A inserção dos revolucionários era uma luta antiga do movimento negro baiano.